# Escola de Economia de São Paulo
A Escola de Economia de São Paulo da Fundação Getulio Vargas (FGV-EESP) é uma instituição de ensino superior em graduação e pós-graduação na área de Economia, vinculada à Fundação Getulio Vargas. Iniciou seu funcionamento em 18 de Agosto de 2003 com evento na B3. É sediada na Rua Itapeva em São Paulo.
Oferece cursos de graduação, de mestrado e doutorado, acadêmico e profissional, assim como cursos de especialização. Desde sua criação, a EESP é dirigida pelo economista Yoshiaki Nakano, sendo vice-diretora a economista e cientista política Lilian Furquim.
A EESP é conhecida por adotar como método principal de ensino, o Problem Based Learning (PBL). A partir de problemas econômicos concretos, os alunos aprendem os modelos da teoria econômica. O aluno é convidado a procurar e utilizar conhecimento teórico para encontrar a solução para esses problemas.

### Site oficial
https://eesp.fgv.br/